# Бартън (вилает)
Бартън (на турски: Bartın) е вилает в Северна Турция на Черно море. Административен център на вилаета е едноименния град Бартън.
Вилает Бартън е с население от 159 610 жители (оценка от 2006 г.) и обща площ от 2120 кв. км. Разделен е на 4 общини.

## Население
Численост на населението според преброяванията през годините:
| Година | Численост |
| 1990   | 205 834   |
| 2000   | 184 178   |
| 2011   | 187 129   |